# Linzer Konzertverein
Der Linzer Konzertverein ist ein Amateurorchester, das jährlich zwei Sinfoniekonzerte im Brucknerhaus Linz veranstaltet.

## Geschichte des Vereins
Der Linzer Konzertverein zählt zu den ältesten Amateurorchestern Österreichs. Er ging 1919 aus einem Hausmusikkreis unter dem Namen „Tonzunft“ hervor. Sechs Jahre später im Jahr 1925 wurde der Vereinsname in Linzer Konzertverein geändert. Laut MGG war das Orchester über „viele Jahre das führende Symphonieorchester der Stadt mit regelmäßigen Aufführungen“. 1926 spielte der Konzertverein die Uraufführung des Werks „Variationen über ein Thema von Haydn“ von Franz Neuhofer. In der Saison 1930/31 standen gemeinsame Konzerte mit dem Theaterorchester, dem Linzer Musikerbund und dem Linzer Musikverein auf dem Programm.
Während der Zeit des Nationalsozialismus wurden sämtliche Musikvereine der Stadt aufgelöst, so auch der Konzertverein.
Nach dem Krieg wollten die heimgekehrten Musiker ihre Konzerttätigkeit wieder aufnehmen, stießen aber auf große Schwierigkeiten. Es fehlten Instrumente; das Aufführungslokal, das „Kaufmännische Vereinshaus“ an der Bismarckstraße, war teilweise zerbombt. Dennoch konnte am 28. Juni 1947 der Linzer Konzertverein das erste Symphoniekonzert in Linz nach dem Zweiten Weltkrieg im Vereinshaus bestreiten. Ständiger Dirigent bis 1955 wurde Anton Konrath. Ihm folgte bis 1961 der Dirigent des Linzer Theaterorchesters Michael Hutterstrasser. Von 1961 bis 1990 übernahm Leopold Mayer die künstlerische Leitung. Seither leiten wechselnde Gastdirigenten das Orchester.
Zum 50-jährigen Bestehen 1969 widmete der Organist und Komponist Augustinus Franz Kropfreiter dem Konzertverein ein Werk mit dem Titel „Musica festiva“.
Dem Verein wurde 1957 die „Ehrenplakette der Stadt Linz“ für besondere Verdienste um das Musikleben in Linz verliehen, 1978 das „Verdienstzeichen des Landes Oberösterreich“ an den damaligen Obmann Wolfram Ziegler für seine Verdienste um den Linzer Konzertverein und 1983 die „Kulturmedaille der Stadt Linz“. Zur Zeit der Tätigkeit Zieglers hatte der Verein etwa 80 Mitglieder.
Nach dem Tod von Konsulent Wolfram Ziegler, der die Geschicke des Vereins 39 Jahre lang bis zu seinem Tod 2006 leitete, folgte ihm Mag. Arnold Wiesberger bis 2010, der vom vormaligen Geschäftsführer Hans Lißberger abgelöst wurde. Seit April 2023 wird der Linzer Konzertverein von Walter Rescheneder geleitet.

## Chefdirigenten
- 1919 Viktor Neubauer
- 1920–1921 Bruno Hartig
- 1922–1939 Max Damberger
- 1947–1955 Anton Konrath
- 1956–1961 Michael Hutterstrasser
- 1961–1990 Leopold Mayer
- ab 1990 wechselnde Gastdirigenten